# حبیب‌الله فیروزآبادی
حبیب‌ فیروزآبادی تحصیلات ابتدایی و متوسطه را در تهران گذراند و لیسانس و فوق لیسانس را از دانشگاه شیراز دریافت کرد و دکترای شیمی را در پنسیلوانیا آمریکا اخذ نمودند.
فیروزآبادی استاد و محقق برجسته دانشگاه شیراز، محقق و شیمیدان برجسته کشوری منتخب انجمن شیمی ایران، برنده جایزه اول خوارزمی، جایزه افضلی پور، جایزه علمی علامه طباطبایی بنیاد ملی نخبگان (سال 1391)، جایزه البرز به‌عنوان دانشمند برتر ( سال ۱۳۹۹)، بنیان‌گذار دانشگاه کرمان، برنده جایزه سازمان کنفرانس اسلامی (Comstech)، دانشمند بین‌المللی ایران(ISI)، عضو دائم فرهنگستان علوم کشورهای در حال توسعه (TWAS)، از بنیان‌گذاران دانشگاه کرمان، بنیانگذار اولین انجمن فارغ التحصیلان دانشگاه شیراز، چهار دوره ریاست انجمن شیمی ایران، ادیتور مجله معتبر بین‌المللی انجمن شیمی ایران برای مدت بیش از هفت سال، انتشار صدها مقاله در مجله‌ها و مجموعه کتاب‌های بین‌المللی را در کارنامه خود دارد. حبیب فیروزآبادی در فهرست ۱۰۰ دانشمند برتر دنیا قرار دارد.